# 美少女假面
『美少女仮面ポワトリン』（びしょうじょかめんポワトリン）是1990年1月7日至同年12月30日在富士电视台放送的特摄节目及里面主角的名称。东映不可思议喜剧系列第11作。全51話。

## 介绍
女子高中生村上优子（村上ユウコ）在升高三那天，去神社求签，碰自称是神的老头，老头神告诉她需要治疗自己肠胃的问题越來越嚴重需要在春天時去義大利休養，便把优子变成美少女假面。

## 人员
导演: 坂本太郎、佐伯孚治、村山新治、三ツ村鐵治、岩原直樹
编剧: 浦沢義雄

## 演员
花島優子
音無真喜子
小林竜太
前田利恵
斉木しげる

## 重制版
于《假面骑士×假面骑士 Wizard & Fourze MOVIE大战Ultimatum》客串登场。